# 森越祐人
森越 祐人（もりこし ゆうと、1988年8月11日 - ）は、愛知県稲沢市出身の元プロ野球選手（内野手）、コーチ。右投右打。

## 経歴

### プロ入り前
稲沢市立稲沢西中学校への在学中には、シニアリーグの「稲沢シニア」に所属。愛知啓成高校への進学後には、1年次からベンチ入りを果たした。2年秋からは副主将へ就任するとともに、「4番・遊撃手」としてレギュラーに定着。3年春には、第78回選抜高等学校野球大会に出場。創部5年目のチームとしては春夏通じて初めての全国大会出場。2回戦のPL学園戦では4番遊撃手で先発出場し3打数2安打だったが1-0で敗戦した。相手投手は前田健太であった。3年夏の第88回全国高等学校野球選手権大会では、愛知大会の4回戦で敗退したが、愛工大名電戦で本塁打を放ったことによって注目された。
高校卒業後に地元の名城大学へ進学すると、1年時の愛知大学野球春季2部リーグ戦から正遊撃手の座を確保した。3年時の春季1部リーグ戦では打率3割を記録したが、チームは1部最下位へ2部に逆戻り。主将を務めた4年時には、春季2部リーグ戦でMVPを獲得するとともに、チームの1部復帰に貢献した。さらに、秋季1部リーグ戦では、遊撃手部門のベストナインに選ばれた。
2010年のNPBドラフト会議で、地元の中日ドラゴンズから4巡目で指名。契約金3,300万円、年俸800万円（金額は推定）という条件で入団した。背番号は54。

### 中日時代
2011年、ウエスタン・リーグ公式戦62試合の出場で、打率.148、1本塁打、4打点を記録。一軍公式戦への出場機会はなかった。
2012年、ウエスタン・リーグ公式戦公式戦66試合の出場で、打率.162、1本塁打、6打点をマーク。フレッシュオールスターゲームにも同リーグ選抜のメンバーとして出場したが、一軍への昇格までには至らなかった。
2013年、8月25日の対阪神タイガース戦8回裏に代打へ起用されたことを皮切りに、一軍公式戦21試合に出場。9月18日の対読売ジャイアンツ戦（ナゴヤドーム）では、7回裏の打席で、遊撃への内野安打によって一軍公式戦初安打を記録した。しかし、安打はこの1本のみで、打率は.125にとどまった。
2014年、一軍公式戦19試合に出場。前年に続いて安打は1本のみで、打率は.143であった。49試合に出場したウエスタン・リーグ公式戦では自己最高の打率.258を記録したが、10月1日に球団から戦力外通告を受けた。しかし、NPB他球団での現役続行を希望していたことから、11月9日には第1回12球団合同トライアウトへ参加した。

### 阪神時代
2014年11月19日に、阪神タイガースが森越の入団を発表した。正遊撃手の鳥谷敬が海外FA権の行使によってメジャーリーグの球団へ移籍する可能性を見越して、編成担当者が12球団合同トライアウトを視察した末の契約で、背番号は37。
2015年、海外FA権を行使せずにチームへ残留した鳥谷が遊撃手として一軍公式戦全試合フルイニング出場を果たした影響で、森越自身は一軍公式戦7試合へ出場するだけにとどまった。その一方で、ウエスタン・リーグ公式戦には65試合へ出場。53試合で二塁、12試合で三塁、8試合で遊撃を守ったほか、打率.281、3本塁打、20打点を記録するほど打撃が好調であった。
2016年、およそ3年間交際してきた一般女性と、レギュラーシーズン開幕前の3月18日に結婚。レギュラーシーズンでは、鳥谷の一軍公式戦フルイニング出場記録が途絶えたものの、森越自身の出場は2試合にとどまった。金本知憲新監督の方針でチームの野手の大半が入れ替わり立ち替わり一軍を経験したことや、シーズン途中から鳥谷が正三塁手、北條史也が正遊撃手に定着したことなどによる。その一方で、ウエスタン・リーグ公式戦には、チームトップの92試合へ出場。打率が.223にとどまったものの、前年に続いて3本の本塁打を放ったほか、内野の全ポジションを守った。
2017年、公式戦の開幕を二軍で迎えたものの、一軍の遊撃手が不振や故障で相次いで戦線を離れたことを背景に、8月3日にシーズン初の出場選手登録。登録後の一軍公式戦では、大和や北條史也が正遊撃手に定着していたため、もっぱら二塁の守備要員として途中から出場している。8月20日に古巣のナゴヤドームで催された対中日戦では、9回裏から二塁の守備へ就くと、同点の延長11回表に先頭打者として臨んだ打席で一軍公式戦における移籍後初安打を元チームメイトの岩瀬仁紀から記録。出塁後に鳥谷の適時打で本塁へ生還したことによって、チームの勝利に貢献した。
2018年、北條が試合中の負傷で戦線を離脱した9月中旬から、一軍公式戦16試合に出場。主に遊撃手として10試合でスタメンに起用されたが、通算打率は.125にとどまった。その一方で、チーム随一のムードメーカーだった今成亮太（この年限りで現役引退）が2017年以降一軍から遠ざかっていたことを背景に、試合中のベンチやシーズン終了後のファン感謝デーを盛り上げた。
2019年、ウエスタン・リーグ公式戦57試合の出場で打率.232、2本塁打を記録したが、シーズンを通じて一軍昇格の機会がなかった。10月19日に球団から戦力外を通告されたものの、本人はNPB他球団での現役続行を希望。通告の直前まで参加していたみやざきフェニックス・リーグでは8試合の出場で打率.407（27打数11安打）、1本塁打を記録しており、通告後の11月12日に参加した12球団合同トライアウトでも4打席3打数2安打1本塁打1四球を記録するなど、シーズン終了後の実戦では打撃面で好調を維持していた。12月2日付で、NPBから自由契約選手として公示。

### 西武時代
2019年12月6日、埼玉西武ライオンズに入団することが発表された。同月24日に入団会見が行われ、球団本部ゼネラルマネージャーの渡辺久信は「内野のレギュラーは堅いが、控えの層を考えたときに彼の守備力は必ず戦力になってくれる」と森越の堅実な守備が補強ポイントに合致したことを説明した。背番号は59。
2020年の春季キャンプはA班でスタートしたが、開幕は二軍スタートだった。イースタン・リーグ公式戦の出場40試合の中で内野全守備位置を守り、どの守備位置でも守備率1.000を記録した。一方、打撃成績は打率.112という低打率だった。11月8日からの第17回みやざきフェニックス・リーグへの参加メンバーであったものの、10日に若手選手らと入れ替えられた。この年も前年に引き続き一軍公式戦への出場機会がなく、13日に2年連続自身3度目の戦力外通告を受けた。12月15日に現役引退を発表した。

### 現役引退後
2021年1⽉5日より、医療器具の輸入・販売などをする会社「株式会社サンメディカル (本社・名古屋市)」に勤務、理学療法機器を使ってアスリートの体調管理や回復、体のバランスを整える「学術部」に所属している。
会社勤めの⼀⽅で、学生野球資格回復制度を通じて、2021年2月5日付で、日本学生野球協会から資格回復の適性を認定。同協会に加盟する高校・大学野球部での指導が可能になったため、同年3月1日付で、野手総合コーチとして名城大学の硬式野球部に復帰した。
2022年11月28日、古巣である中日の二軍内野守備走塁コーチに就任することが発表された。就任にあたり、学生野球資格は2023年1月1日付で喪失した。

## 選手としての特徴・人物
内野全ポジションを守れる堅実な守備力を武器に、NPB3球団で10年間にわたってプレー。最初に入団した中日から2014年、次に所属した阪神から2019年に戦力外通告を受けたが、いずれの年も通告後に12球団合同トライアウトを経てNPB他球団への移籍を勝ち取った。NPBでは2018年から同一選手によるトライアウトへの参加を2回までに限っているが、森越は参加した2回とも前所属以外のNPB球団との契約に至っているため、2020年に西武から戦力外通告を受けた後もトライアウトへ参加できる権利を有していた。もっとも、本人は現役生活に未練がなく、トライアウトへ参加しないまま現役を引退。さらに、引退後の2021年2月5日付で学生野球資格を回復してからは、資格喪失の手続きを経ない限りトライアウトへ参加できないようになっている。2023年の合同トライアウトまでの時点で、トライアウトに2回参加して、2回とも前所属以外のNPB球団と契約できた選手は森越しかいない。

## 詳細情報

### 年度別打撃成績
| 年 度     | 球 団     | 試 合 | 打 席 | 打 数 | 得 点 | 安 打 | 二 塁 打 | 三 塁 打 | 本 塁 打 | 塁 打 | 打 点 | 盗 塁 | 盗 塁 死 | 犠 打 | 犠 飛 | 四 球 | 敬 遠 | 死 球 | 三 振 | 併 殺 打 | 打 率 | 出 塁 率 | 長 打 率 | O P S |
| --------- | --------- | ----- | ----- | ----- | ----- | ----- | -------- | -------- | -------- | ----- | ----- | ----- | -------- | ----- | ----- | ----- | ----- | ----- | ----- | -------- | ----- | -------- | -------- | ----- |
| 2013      | 中日      | 21    | 10    | 8     | 2     | 1     | 0        | 0        | 0        | 1     | 0     | 1     | 0        | 2     | 0     | 0     | 0     | 0     | 5     | 0        | .125  | .125     | .125     | .250  |
| 2014      | 中日      | 19    | 12    | 7     | 4     | 1     | 0        | 0        | 0        | 1     | 0     | 0     | 0        | 2     | 0     | 2     | 0     | 1     | 1     | 0        | .143  | .400     | .143     | .543  |
| 2015      | 阪神      | 7     | 8     | 7     | 2     | 0     | 0        | 0        | 0        | 0     | 0     | 0     | 0        | 0     | 0     | 1     | 0     | 0     | 3     | 0        | .000  | .125     | .000     | .125  |
| 2016      | 阪神      | 2     | 1     | 1     | 0     | 0     | 0        | 0        | 0        | 0     | 0     | 0     | 0        | 0     | 0     | 0     | 0     | 0     | 1     | 0        | .000  | .000     | .000     | .000  |
| 2017      | 阪神      | 29    | 27    | 23    | 3     | 3     | 2        | 0        | 0        | 5     | 1     | 0     | 0        | 2     | 0     | 2     | 0     | 0     | 10    | 1        | .130  | .200     | .217     | .417  |
| 2018      | 阪神      | 16    | 39    | 32    | 5     | 4     | 0        | 0        | 0        | 4     | 1     | 0     | 1        | 2     | 0     | 5     | 1     | 0     | 7     | 1        | .125  | .243     | .125     | .368  |
| 通算：6年 | 通算：6年 | 94    | 97    | 78    | 16    | 9     | 2        | 0        | 0        | 11    | 2     | 1     | 1        | 8     | 0     | 10    | 1     | 1     | 27    | 2        | .115  | .225     | .141     | .366  |

### 年度別守備成績
| 年 度 | 遊撃  | 遊撃  | 遊撃  | 遊撃  | 遊撃  | 遊撃     | 一塁  | 一塁  | 一塁  | 一塁  | 一塁  | 一塁     | 二塁  | 二塁  | 二塁  | 二塁  | 二塁  | 二塁     | 三塁  | 三塁  | 三塁  | 三塁  | 三塁  | 三塁     |
| 年 度 | 試 合 | 刺 殺 | 補 殺 | 失 策 | 併 殺 | 守 備 率 | 試 合 | 刺 殺 | 補 殺 | 失 策 | 併 殺 | 守 備 率 | 試 合 | 刺 殺 | 補 殺 | 失 策 | 併 殺 | 守 備 率 | 試 合 | 刺 殺 | 補 殺 | 失 策 | 併 殺 | 守 備 率 |
| ----- | ----- | ----- | ----- | ----- | ----- | -------- | ----- | ----- | ----- | ----- | ----- | -------- | ----- | ----- | ----- | ----- | ----- | -------- | ----- | ----- | ----- | ----- | ----- | -------- |
| 2013  | 7     | 1     | 9     | 0     | 2     | 1.000    | 1     | 2     | 0     | 0     | 1     | 1.000    | 8     | 3     | 3     | 1     | 0     | .857     | 3     | 1     | 2     | 0     | 0     | 1.000    |
| 2014  | 8     | 3     | 4     | 0     | 1     | 1.000    | -     | -     | -     | -     | -     | -        | 1     | 0     | 0     | 0     | 0     | .000     | 4     | 0     | 3     | 0     | 0     | 1.000    |
| 2015  | -     | -     | -     | -     | -     | -        | -     | -     | -     | -     | -     | -        | 1     | 1     | 0     | 0     | 0     | 1.000    | 3     | 2     | 5     | 0     | 0     | 1.000    |
| 2016  | -     | -     | -     | -     | -     | -        | 1     | 5     | 0     | 0     | 0     | 1.000    | -     | -     | -     | -     | -     | -        | -     | -     | -     | -     | -     | -        |
| 2017  | 1     | 0     | 1     | 0     | 1     | 1.000    | 1     | 3     | 0     | 0     | 0     | 1.000    | 27    | 23    | 26    | 1     | 8     | .980     | -     | -     | -     | -     | -     | -        |
| 2018  | 15    | 16    | 29    | 1     | 3     | .978     | 2     | 6     | 0     | 0     | 0     | 1.000    | -     | -     | -     | -     | -     | -        | -     | -     | -     | -     | -     | -        |
| 通算  | 31    | 20    | 43    | 1     | 7     | .984     | 5     | 16    | 0     | 0     | 1     | 1.000    | 37    | 27    | 29    | 2     | 9     | .966     | 10    | 3     | 10    | 0     | 0     | 1.000    |

### 記録
初記録
- 初出場：2013年8月25日、対阪神タイガース18回戦（ナゴヤドーム）、8回裏に田島慎二の代打で出場
- 初打席：同上、8回裏に久保康友から投手ゴロ
- 初盗塁：2013年9月15日、対横浜DeNAベイスターズ19回戦（ナゴヤドーム）、4回裏に二盗（投手：大原慎司、捕手：鶴岡一成）
- 初安打：2013年9月18日、対読売ジャイアンツ23回戦（ナゴヤドーム）、7回裏に澤村拓一から遊撃内野安打
- 初先発出場：2014年4月17日、対横浜DeNAベイスターズ3回戦（ナゴヤドーム）、2番・遊撃手で先発出場
- 初打点：2017年9月10日、対横浜DeNAベイスターズ20回戦（阪神甲子園球場）、8回裏にスペンサー・パットンから押し出し四球

### 背番号
- 54（2011年 - 2014年）
- 37（2015年 - 2019年）
- 59（2020年）
- 81（2023年 - ）

### 登場曲
- 「Kiss You」One Direction（2014年 - 2015年）
- 「ROCK CLIMBER」Hundred Percent Free（2016年 - 2019年）
  - Hundred Percent Freeのメンバーには、森越の兄の妻の兄弟が在籍しており、親戚である関係もあって使用していた[30]。
- 「Walking with you」Novelbright（2020年）